# Don-Pferd
Das Don-Pferd ist das traditionelle Pferd der Donkosaken, dessen Vorfahren bereits seit Tausenden von Jahren in der russischen Steppe lebten. Sie hatten auch Anteil an der Vertreibung Napoleons Großer Armee und wurden dadurch weltberühmt.
Hintergrundinformationen zur Pferdebewertung und -zucht finden sich unter: Exterieur, Interieur und Pferdezucht.

## Exterieur
Der mittelgroße, gerade oder konkave Kopf sitzt auf einem gut geformten, manchmal etwas geraden Hals. Die Brust ist breit, der Rücken kurz und die breite, lange Kruppe fällt schräg ab. Die früher verbreitete rückbiegige Stellung der Vorderbeine sowie eine säbelbeinige Stellung der Hinterbeine sind nur noch selten zu finden. Das durchschnittliche Stockmaß der Hengste liegt bei 162 cm. Die überwiegende Mehrheit der Don-Pferde sind Goldfüchse mit einem bemerkenswerten metallischen Schimmer. Weiße Abzeichen – vor allem Blessen – sind häufig zu finden.

## Interieur
Das Don-Pferd hat bis heute die harte Konstitution des Steppenpferds. Es ist ausdauernd und anspruchslos, unempfindlich gegenüber der Witterung und besitzt eine hohe Lebensdauer. Das Temperament ist ausgeglichen. Gleichzeitig besitzt das Don-Pferd eine Lebhaftigkeit, die es von seinen turkmenischen Vorfahren geerbt hat. 
Auch heute noch wird das Don-Pferd als Hirtenpferd in der Steppe und im Gebirge eingesetzt. Darüber hinaus wird es für Wanderritte und im Freizeitsport eingesetzt. Das Don-Pferd hat gute Springanlagen. Besonders gute Leistungen bringt es in Rennen auf große Distanz. Wegen seiner völligen Furchtlosigkeit eignet es sich sehr gut als Polizeipferd. Das Don-Pferd wird nach wie vor hauptsächlich als Reitpferd eingesetzt. Daneben wird es heute aber auch in der Landwirtschaft als leichtes Zugpferd verwendet.

## Zuchtgeschichte

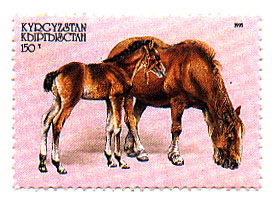
Don-Stute mit Fohlen

Bereits ab dem 18. Jahrhundert wurden die von Nomaden gezähmten Don-Pferde planvoll durch die Einkreuzung mongolischer und orientalischer Rassen sowie Araberhengsten veredelt. Ab dem 19. Jahrhundert wurden Pferderassen aus dem Westen eingekreuzt, da die klobigen Dons viele Gebäudefehler aufwiesen. Man züchtete später ab den 1920er Jahren nur noch reinrassig. Ziel der Zucht war die Anpassung der Pferde an die Bedürfnisse des Militärs.
Das Don-Pferd bildete die Grundlage für die relativ neue Pferderasse des Budjonny und wurde auch in der Zucht zahlreicher anderer russischer Pferderassen eingesetzt. Dazu zählen der Kustanai (Pferd), der Tersker, Kazakh (Pferd).